# Andrés Gil
Andrés Ricardo Gil Perez (né le 27 janvier 1990, à Buenos Aires) est un acteur argentin. Il est notamment connu pour avoir joué le rôle de Bruno dans De tout mon cœur. Il a deux frères qui s’appellent Benjamin et Joaquin, et une sœur qui s'appelle Carola. Il a entretenu une relation avec Brenda Asnicar.

## Filmographie
- 2007-2008 - De tout mon cœur : Bruno
- 2009 - Consentidos : Ivo
- 2012 - Ballando con le stelle - Vainqueur
- 2013 - Lola, aprendiz de musa